# KRT79
KRT79‏ (Keratin 79) هوَ بروتين يُشَفر بواسطة جين KRT79 في الإنسان.